# Sparbanksstiftelsen Sjuhärads sociala medier-pris
Sociala medier-priset instiftades år 2013 och tilldelas en person, grupp eller organisation som har utvecklat användningen av sociala medier på ett sätt som ger samhällsnytta.
Stipendiet är på 100 000 kronor och finansieras av Sparbanksstiftelsen Sjuhärad, tillkännages i Almedalen och delas ut på Days of Knowledge i Borås.
Juryn består av representanter från Sparbanksstiftelsen Sjuhärad, Högskolan i Borås, Borås Stad och Borås Tidning.

## Pristagare
- 2013: Joakim Jardenberg
- 2014: Lina Thomsgård
- 2015: Brit Stakston
- 2016: Wikimedia Sverige
- 2017: Viralgranskaren, Åsa Larsson och Hugo Ewald
- 2018: #metoo
- 2019: #jagärhär, föreningen och facebookgruppen
- 2020: Emma Frans[2]
- 2021: Facebookgruppen ”Källkritik, fake news och faktagranskning” [3]
- 2022: Emanuel Karlsten [4]